# ماتیاژ فک
ماتیاژ فک (اسلوونیایی: Matjaž Kek؛ زادهٔ ۹ سپتامبر ۱۹۶۱) بازیکن سابق و مربی فوتبال اهل اسلوونی است.
از باشگاه‌هایی که در آن بازی کرده‌است می‌توان به باشگاه فوتبال ماریبور و باشگاه فوتبال گراتس اشاره کرد.
وی همچنین در تیم ملی فوتبال اسلوونی بازی کرده‌است.